# Bob McKillop
Robert McKillop, detto Bob (Queens, 13 luglio 1950), è un allenatore di pallacanestro statunitense.

## Palmarès
- NABC Coach of the Year (2008)
- Clair Bee Coach of the Year Award (2008)